# Stâlp de linie electrică

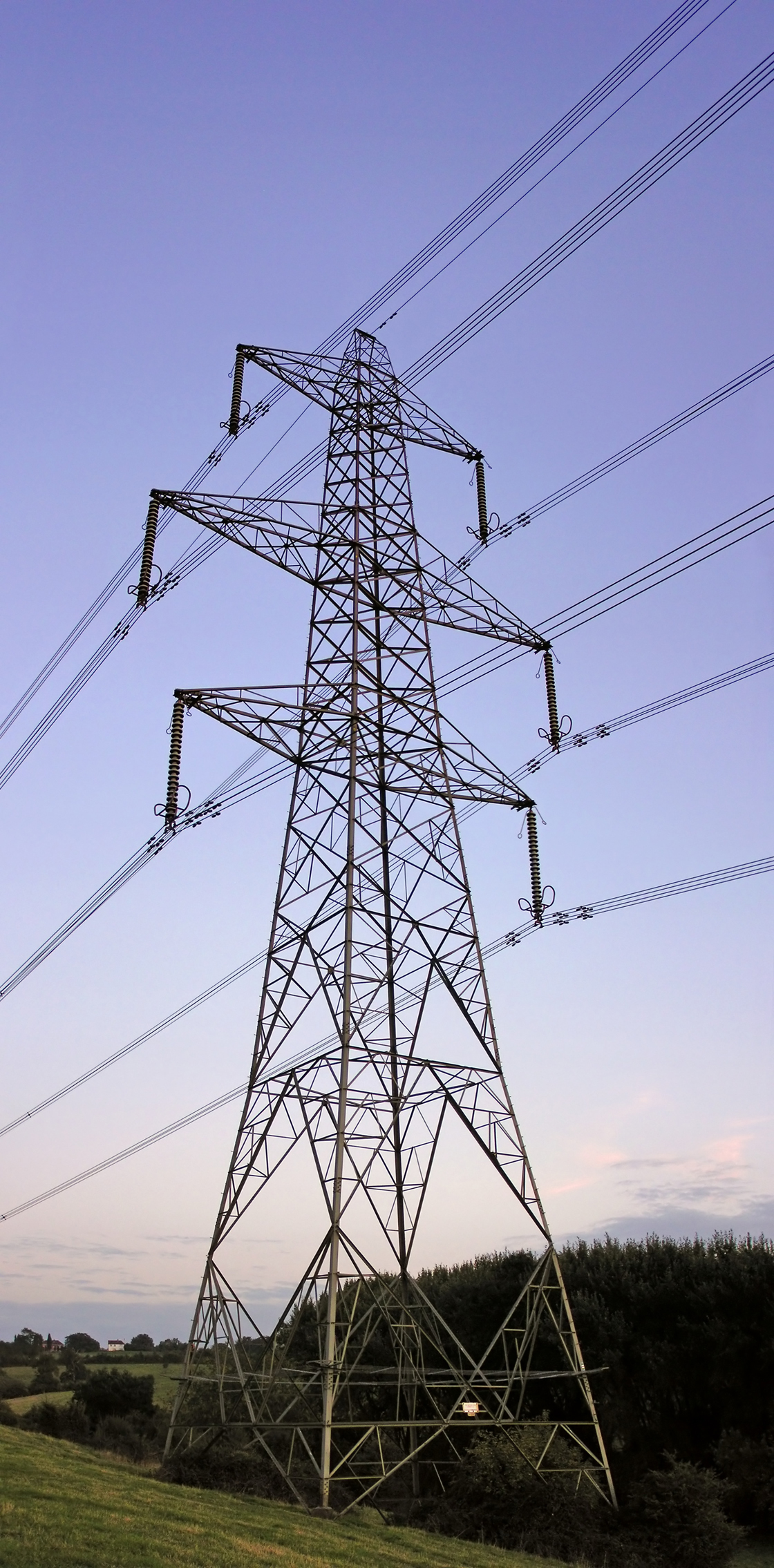
Stâlp de linie electrică de înaltă tensiune

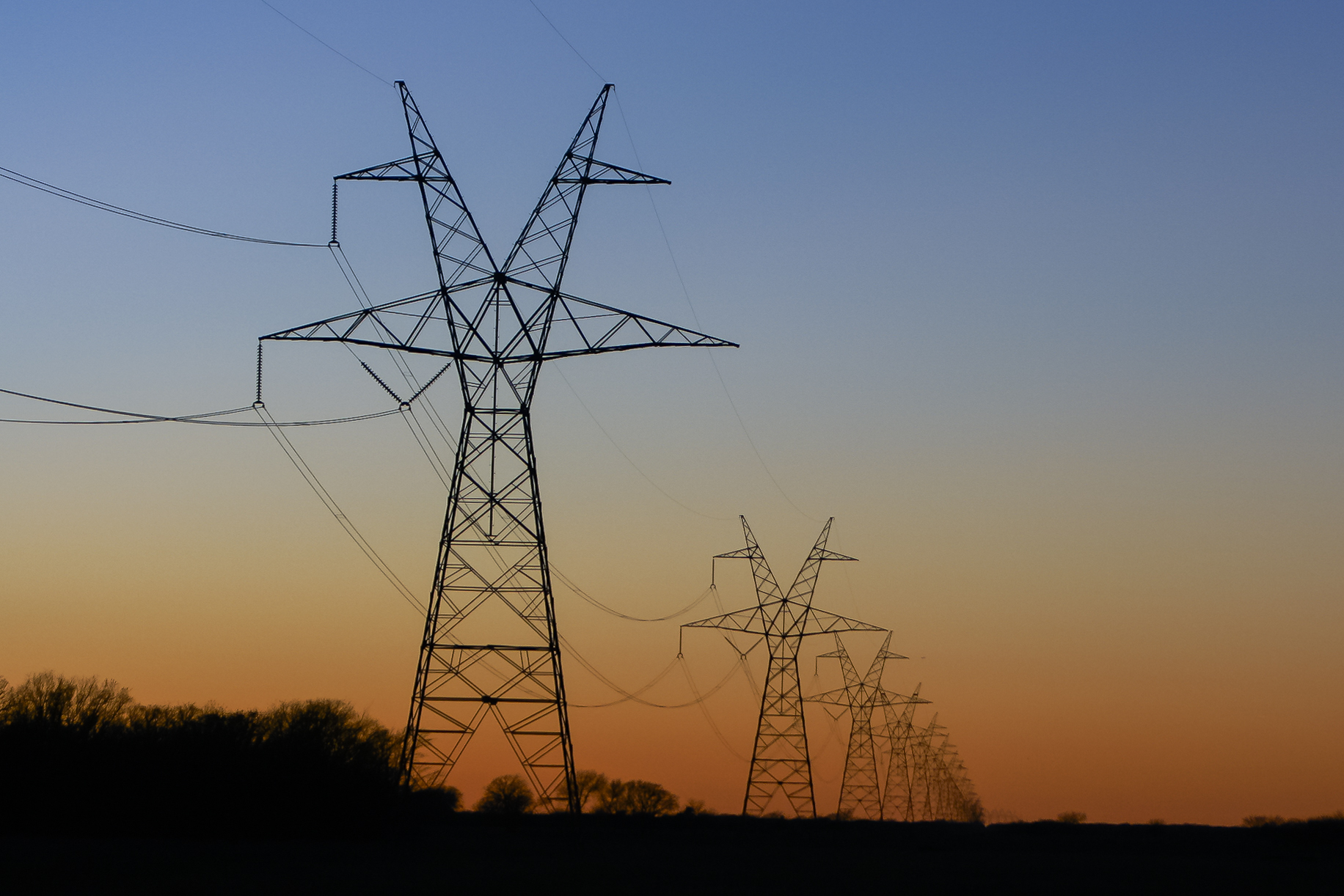
Transmission towers at sunset in East Texas

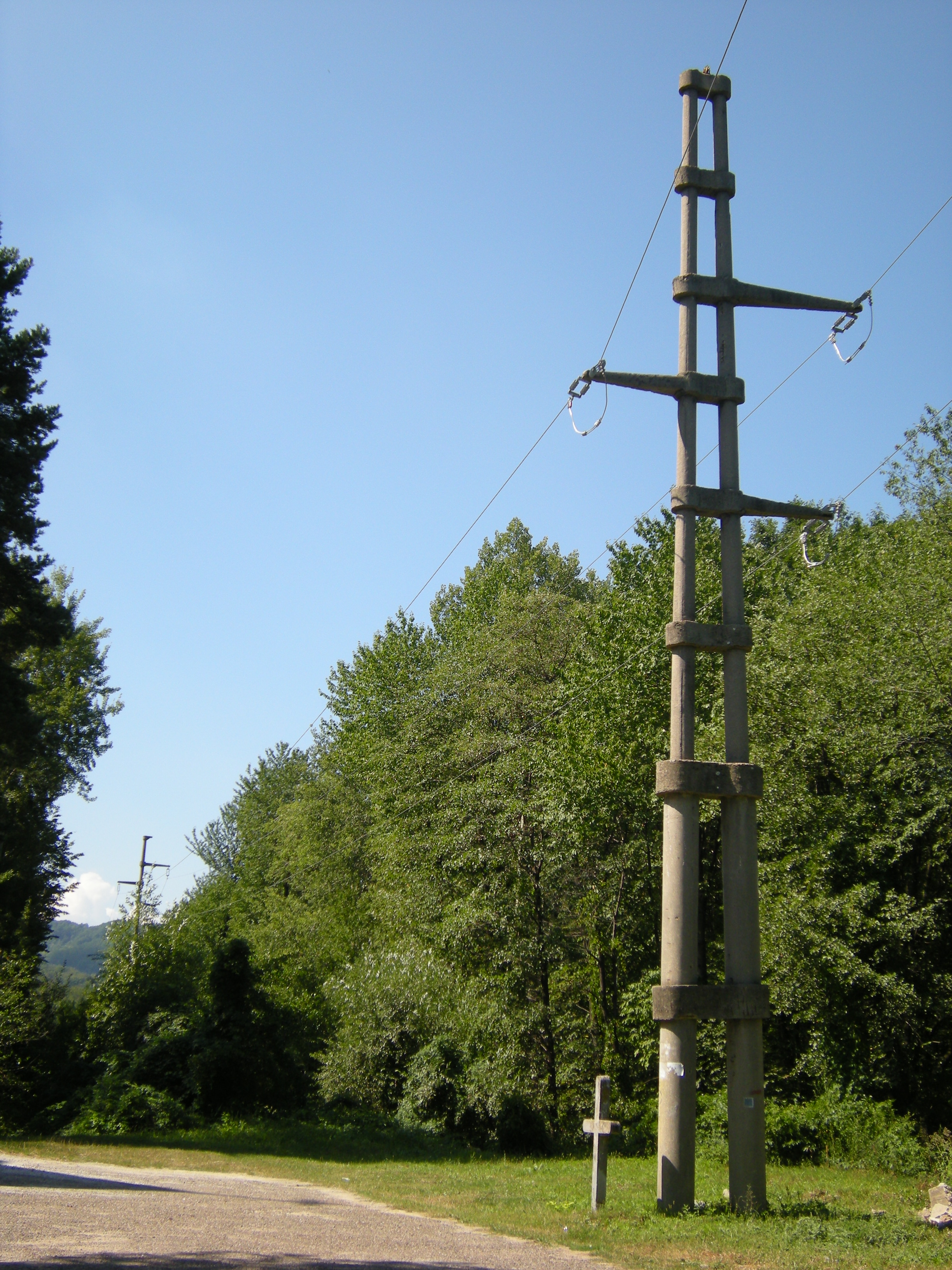
Stâlp de beton in Comănești

Stâlpul de linie electrică (colocvial și stâlp de curent sau stâlp electric ) este un element de construcție pentru a realiza suspendarea deasupra suprafeței pământului a  liniilor de înaltă tensiune.

## Stâlpi de linie de înaltă tensiune
O categorie importantă a stâlpilor  de curent o constituie stâlpii pentru liniile  electrice de înaltă tensiune. Aceștia sunt făcuți din oțel, beton armat sau beton precomprimat vibrat și din lemn. În funcție de rolul jucat în cadrul liniei electrice se deosebesc stâlpi de sprijin/susținere, stâlpi de cap de linie și stâlpi de colț (schimbare de direcție).
Stâlpii de lemn sunt folosiți în general pentru tensiuni înalte mici (de ex. 6-15 kV) pentru care se utilizează și stâlpi de beton care au întrebuințare până la câteva zeci de  kilovolți. Pentru liniile de î.t. de valori mari (de ex. 110 kV) sunt folosiți stâlp din schelet de metal, sau mai nou - piloni din tub metalic trapezoidal pe înălțime.